# Meno
Meno – miasto w Stanach Zjednoczonych, w stanie Oklahoma, w hrabstwie Major.